# 由姓
由姓，一個罕見中文姓氏，现分布较广，但人数不多。

## 來源

### 漢族
1. 中國春秋時期晉國人由余做秦國上卿，其後人以其名為姓。
2. 春秋时有楚大夫王孙由于，其家族為由氏。

### 其他民族
1. 满族、蒙古族等民族也有此姓。

## 名人
- 由余,春秋時期秦國上卿。
- 由喜贵，中國國務院中央保健委员会副主任，上將。
- 由元文,中國足球運動員。

## 外部連結
[在维基数据编辑]
 《欽定古今圖書集成·明倫彙編·氏族典·由姓部》，出自陈梦雷《古今圖書集成》